# Metterich
Metterich település Németországban, Rajna-vidék-Pfalz tartományban. Lakosainak száma 589 fő (2023. december 31.).

## Népesség
A település népességének változása:
| Lakosok száma | 432  | 494  | 518  | 548  | 550  | 552  | 568  | 589  |
|               | 1975 | 2010 | 2014 | 2017 | 2019 | 2021 | 2022 | 2023 |